# Alan Davies
Alan Roger Davies (Chingford, 6 maart 1966) is een Engelse comedian en acteur, vooral bekend als Jonathan Creek uit de gelijknamige televisieserie. Hij is tegenwoordig vast panellid van de televisiequiz QI.

## Levensloop
Zijn kindertijd bracht hij door in Chingford en in Loughton. Toen zijn moeder stierf toen hij zes jaar oud was, werd Alan opgevoed door zijn vader. Hij heeft een oudere broer en een jongere zus.
Alan heeft op de Bancroft's School in Woodford Green gezeten, en studeerde in 1988 af aan de University of Kent. Hierna verruilde hij Essex voor Stoke Newington om het te gaan maken als comedian.
In januari 2007 trouwde Davies met zijn vriendin Katie Maskell. Hij was eerder verloofd met zijn jeugdliefde Hannah Warwick, met wie hij 17 jaar samen was. Ook heeft hij een relatie gehad met Jonathan Creek-collega Julia Sawalha.

## Carrière

### Stand-up
Davies begon in 1988 als comedian en werd Time Out's Best Young Comic in 1991. Ook won hij in 1994 de Edinburgh Festival Critics Award voor comedy. Er is een dvd van Davies' stand-upwerk uitgekomen met de titel 'Urban Trauma'.

### Radio en televisie
In 1994 en 1995 presenteerde Alan een radioprogramma en verscheen hij voor het eerst op televisie. Later speelde hij Jonathan Creek, een bedenker van trucs voor een illusionist, die ook onmogelijke misdaden oplost. Deze serie won een BAFTA, waarmee Alan bij het grote publiek bekend werd. In 1998 kreeg hij zijn eigen radio-sitcom, The Alan Davies Show. Daarnaast speelt hij ook rollen in 'serieuze' televisiefilms en -series, zoals Hotel Babylon (2008).

### Film en theater
Davies had een kleine rol in de film Dog Eat Dog als een drugsverslaafde pornograaf.
Zijn theaterdebuut was in het toneelstuk Auntie & Me (eerder Vigil genoemd) van Morris Panych. De productie was een groot succes op het Edinburgh Festival van 2002, en het stuk liep dan ook nog 16 weken in 2003. In 2005 keerde Davies terug naar het toneel, deze keer samen met zijn goede vriend Bill Bailey in het toneelstuk The Odd Couple, opnieuw in Edinburgh, op de Edinburgh Fringe.

### QI
Davies is vast panellid in de quiz QI, uitgezonden op BBC Four en BBC Two. Hij heeft ook vier woorden (four words) geschreven na het voorwoord (foreword) door Fry, in The Book of General Ignorance, het boek dat bij de serie hoort. In de QI Annual, het boek bij seizoen E, schreef hij een artikel over Essex.
- Bibliothèque nationale de France: cb16184090k (data)
- Gemeinsame Normdatei: 1014275636
- International Standard Name Identifier: 0000 0001 1954 0013
- Library of Congress Control Number: no2004036160
- MusicBrainz: cc952ba7-77dd-4da7-8465-b2642127a724
- Nederlandse Thesaurus van Auteursnamen: 32729289X
- Virtual International Authority File: 218069326
- WorldCat: E39PBJkp7jWBxvtryrFYxrgqcP